# III Korpus Armijny (Cesarstwo Niemieckie)

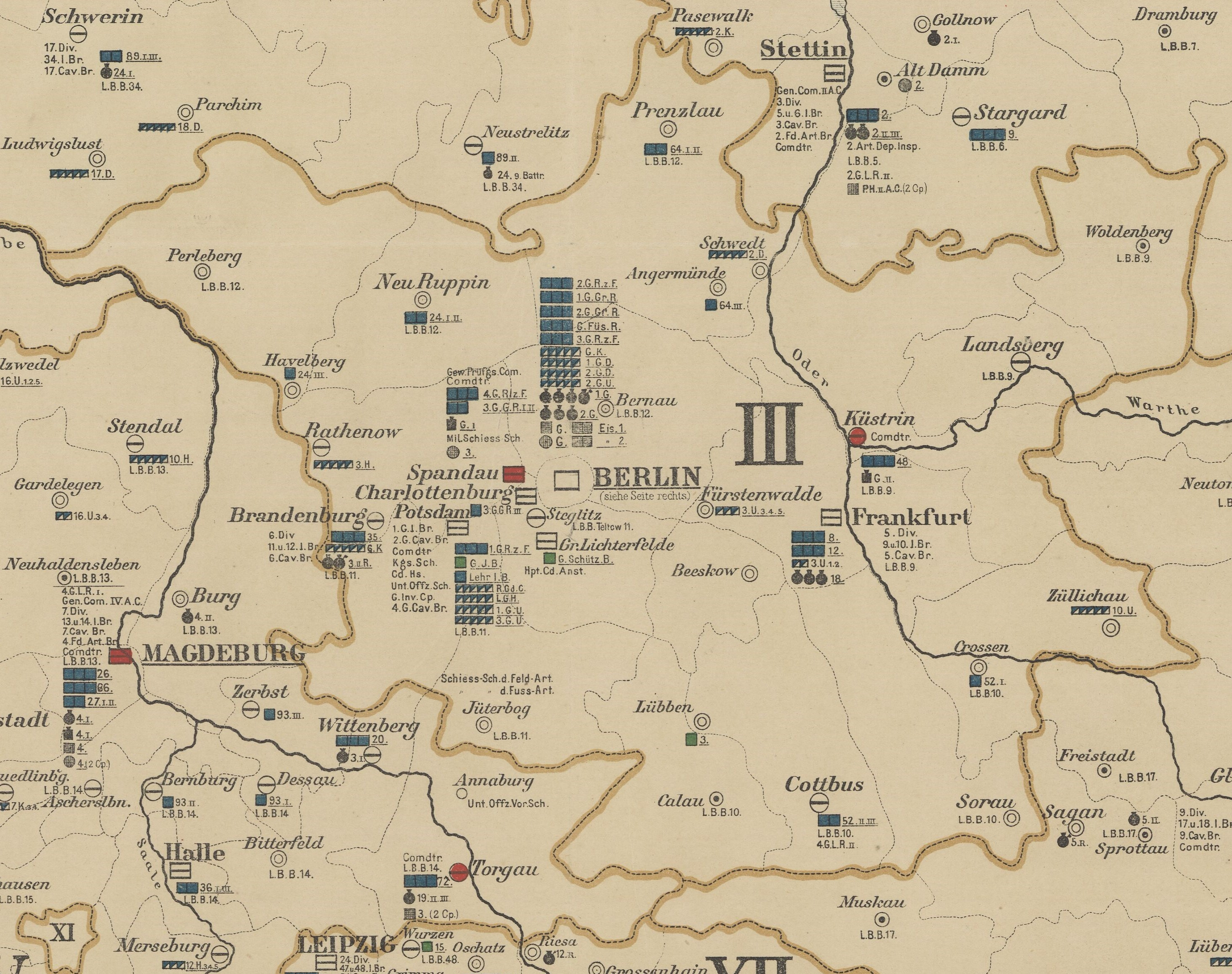
Zasięg i garnizony korpusu w 1890

III Korpus Armijny (Das III. Armee-korps ) – wyższy związek taktyczny okresu Cesarstwa Niemieckiego, z dowództwem w Berlinie. Przed I wojną światową podlegał IV Inspekcji Armii Cesarstwa Niemieckiego.

## Charakterystyka
29 czerwca 1912 armię niemiecką zorganizowano w 25 korpusów prowadzących rekrutację na terenach 22 terytorialnych okręgów korpuśnych. Każdy korpus tworzyły dwie dywizje piechoty, zwykle o kolejnych numerach. Korpusy zgrupowane były w osiem inspekcji armii. Barwą III KA był kolor czerwony.
W sierpniu 1914 rozwinięto w Niemczech do etatów wojennych związki operacyjne (armie). W skład 1 Armii wszedł między innymi I Korpus Armijny. W I wojnie światowej korpus walczył na froncie wschodnim.
Korpus na stopie wojennej początkowo składał się ze sztabu korpusu, oddziałów korpuśnych i dwóch dywizji piechoty. Jednak wojna pozycyjna wymusiła bardziej płynną organizację korpusów, która umożliwiałaby przerzucanie nawet do sześciu dywizji na odcinki korpusów znajdujących się na głównym wysiłku obrony. Reformę tę sformalizowano w grudniu 1916, a Korpus od tej pory traktowano jako tymczasowe zgrupowanie poszczególnych dywizji.

## Skład
- dowództwo korpusu[7]
- 5 Dywizja – Frankfurt nad Odrą
- 6 Dywizja – Brandenburg an der Havel
- Landwehr-Inspektion Berlin
- 3 Brandenburski batalion strzelców (Brandenburgisches Jäger-Bataillon Nr. 3)
- 7 batalion karabinów maszynowych (Maschinengewehr-Abteilung Nr. 7)
- 3 Batalion Saperów im. von Raucha (1 Brandenburski) (Pionier-Bataillon von Rauch (Brandenburgisches) Nr. 3) – Magdeburg
- 2 batalion telegraficzny (Telegraphen-Bataillon Nr. 2) – Frankfurt nad Odrą, Chociebuż
- 3 Brandenburski batalion taborowy (Brandenburgisches Train-Bataillon Nr. 3) – Spandau

## Dowódcy korpusu

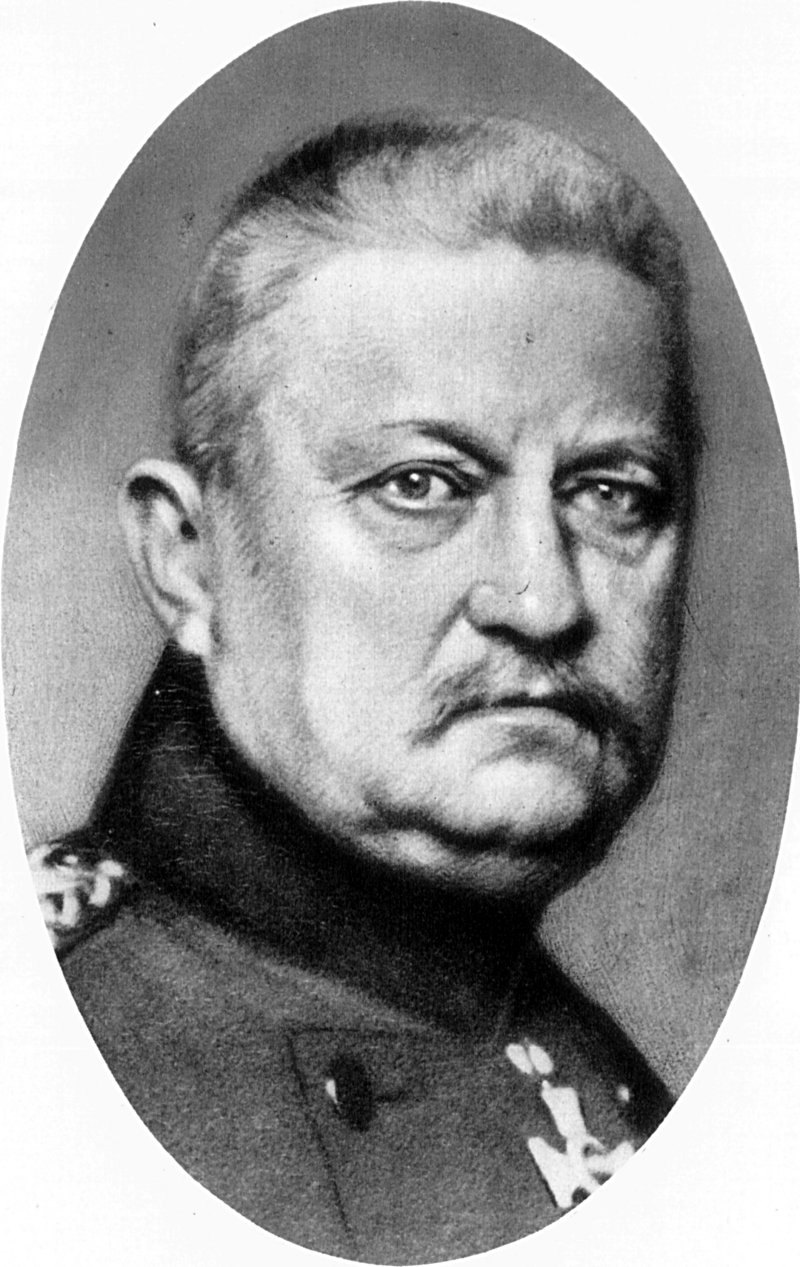
Karl von Bülow

| Stopień wojskowy  | Imię i nazwisko                           | Data powołania |
| ----------------- | ----------------------------------------- | -------------- |
| generał lejtnant  | Walther von Lüttwitz                      | 1916           |
| generał piechoty  | Ewald von Lochow                          | 1913           |
| generał piechoty  | Karl von Bülow                            | 1903           |
| generał piechoty  | Viktor von Lignitz                        | 1896           |
| generał kawalerii | Friedrich von Hohenzollern-Sigmaringen    | 1893           |
| generał kawalerii | Maximilian von Versen                     | 1890           |
| generał piechoty  | Walther Bronsart von Schellendorff        | 1888           |
| generał kawalerii | Hermann von Wartensleben                  | 1884           |
| generał piechoty  | Alexander August Wilhelm von Pape         | 1881           |
| generał piechoty  | Julius von Groß                           | 1874           |
| generał kawalerii | Constantin von Alvensleben                | 1870           |
| przed 1871        |                                           |                |
| generalleutnant   | Friedrich Karl von Preußen                | 1860           |
| generał piechoty  | Wilhelm Radziwiłł                         | 1858           |
| generalleutnant   | August von Württemberg                    | 1857           |
| generał kawalerii | Friedrich von Wrangel                     | 1849           |
| generał piechoty  | Karl Christian von Weyrach                | 1840           |
| generalleutnant   | von Thile                                 | 1838           |
| generalleutnant   | Wilhelm I Hohenzollern                    | 1825           |
|                   | -                                         | 1820           |
| generał piechoty  | Bogislav Friedrich Emanuel von Tauentzien | 1815           |